# Hewagam

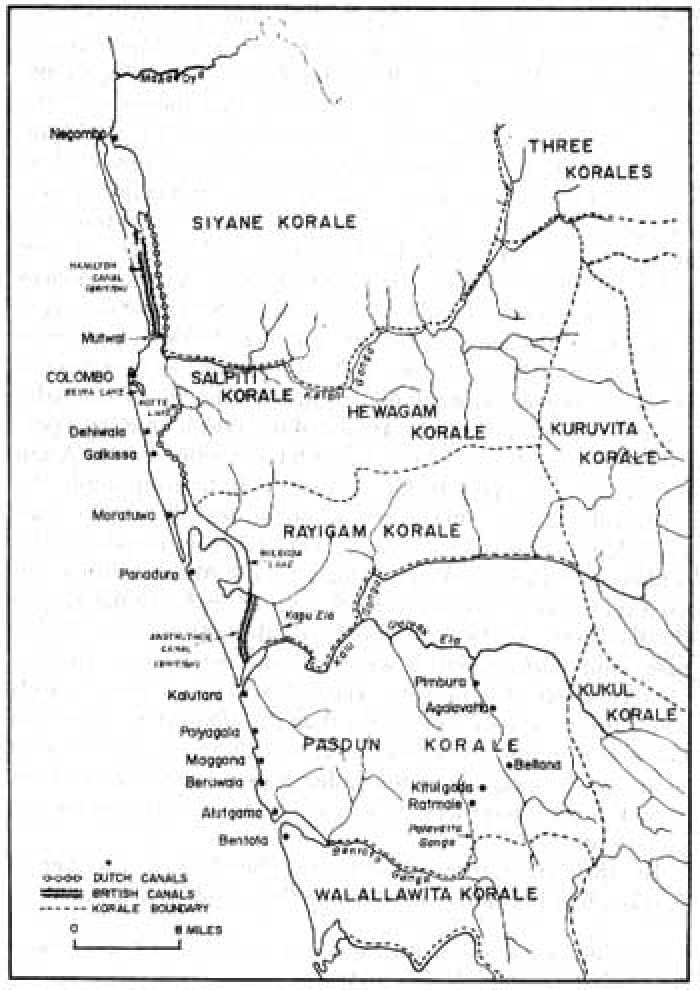
mapa dels korales (districtes) de Ceilan, amb el de Hewagam a l'est de Colombo

Hewagam fou un districte de Ceilan existent en l'època colonial, situat a l'est de Colombo.
El 1734 el districte, dominat pels holandesos, estava en revolta a favor del rei. La revolta va començar per un conflicte dels treballadors als Set Korales. El descontentament es va estendre als treballadors de Galle i Matara i no es va poder fer la collita. El conflictes es va anar agreujant i al cap de poc temps tot el territori al nord del riu Bentara estava en revolta. El jardí de cafè de la Companyia a Peliyagoda fou destruït i els stocks de la companyia als magatzems buidats; els lascarins de vigilància foren fet presoners. Un destacament de soldats va ser enviat a la zona i va tenir un enfrontament a Malwana. El consell no obstant va decidir concedir les demandes dels amotinats i la majoria d'aquests van retornar a les seves cases als districtes de Siyane, Hewagam i Salpiti Korales que estaven sota protecció del rei, però una part va seguir lluitant. La situació als districtes de Matara i Galle empitjorava cada dia i una força militar fou enviada a Attanagalla; el disawa de Tres Korales i Quatre Korales, Lewke Rala, es va posar al costat dels rebels i va atacar als holandesos als que va capturar dos canons i els van fer fugir cap a Malwana i després cap a Colombo i forçats a retirar-se fins a Peliyagoda, a uns 5 km del castell de Colombo. El consell va decidir enviar una ambaixada amb regals pel rei. El nou governador Gustaaf Willem Baron Van Imhoff va agafar el control de manera ferma. Va pacificar als treballadors rebels; va desterrar a Tutucorin al mudaliyar Navaratna (fill de Basnayaka) i va aconseguir del rei una declaració contra els rebels (tot i que el rei els va acollir als seus dominis). El 1738 els holandesos li van enviar una ambaixada amb valuosos regals (1738) per tenir-lo content.